# San Francisco de Cara (paroisse civile)
Pour les articles homonymes, voir San Francisco.
San Francisco de Cara est l'une des quatre paroisses civiles de la municipalité d'Urdaneta, dans l'État d'Aragua au Venezuela. Sa capitale est San Francisco de Cara.

## Géographie

### Démographie
Hormis sa capitale San Francisco de Cara, la paroisse civile n'abrite aucun autre établissement de population.